# Alexandre Hébert
Pour les articles homonymes, voir Hébert.
Alexandre Hébert, né le 4 mars 1921 à Alvimare (Seine-Maritime) et mort le 16 janvier 2010 à Rezé (Loire-Atlantique), est un militant syndicaliste, secrétaire de l'union départementale CGT-Force ouvrière de la Loire-Atlantique depuis sa création en 1948 jusqu'en 1992.
Cette position à la tête de l'UD FO lui donnait une certaine importance dans la vie sociale et politique locale, mais aussi au sein de la confédération Force ouvrière et dans les milieux d'extrême gauche du mouvement ouvrier.
Hébert était lié à l'anarcho-syndicalisme et au courant lambertiste du trotskisme.

## Biographie

### Avant la guerre (1939)
À 17 ans, Alexandre Hébert obtient un brevet d'études industrielles (BEI) d'électricien.
Très jeune, il s'intéresse aux questions politiques à travers la lecture du journal de la SFIO, Le Populaire. Son père est, en effet, un ancien membre du Parti communiste ensuite revenu à la SFIO.
En 1936, influencé par la propagande du PCF, Alexandre Hébert adhère à l'Association des amis de l'URSS, dirigée par le communiste Fernand Grenier. Il envisage même d'adhérer aux Jeunesses communistes, mais son père le lui déconseille fortement. Il entre aux Jeunesses socialistes, où il rencontre Robert Hersant, frère de son ami Patrick, et le parrain de son adhésion. Il devient rapidement secrétaire de la section de Sotteville-lès-Rouen et entre un peu plus tard au bureau fédéral. Il milite avec les pivertistes de la tendance Gauche révolutionnaire. Après l'exclusion de Marceau Pivert, il démissionne des Jeunesses socialistes et participe à la création de l'éphémère Parti socialiste ouvrier et paysan (PSOP) comme délégué lors de son congrès constitutif.
Dans cette période du Front populaire et de la guerre civile en Espagne, sa rencontre avec Louis Dubost est déterminante ; il est coopté au sein d'un groupe anarchiste d'Elbeuf. Ce groupe continue de se réunir pendant la guerre, mais Alexandre Hébert cesse sa participation en raison de son envoi en Allemagne.

### La Seconde Guerre mondiale
Entré aux chemins de fer à Sotteville-lès-Rouen, il est réquisitionné par l'autorité occupante et affecté au dépôt de Munich ; il y rencontre des ouvriers anti-nazis, allemands ou issus d'autres nations vaincues ; avec ces derniers il fomente deux grèves, victorieuses. Au cours d'une permission obtenue à la suite de la dernière grève, il décide de rester en France, et retrouve du travail à Vernouillet (Seine-et-Oise) ; une amnistie régularise sa situation.
À la Libération, il prend contact à Paris avec Louis Louvet et Simone Larcher, sa compagne, qui publient un bulletin intitulé Ce qu'il faut dire (C.Q.F.D.) ; il participe au congrès de fondation de la Fédération anarchiste (FA). Il acquiert la certitude que la bataille sociale se joue dans le syndicalisme et non dans les partis politiques ; il adhère à la CGT, s'affronte très vite avec un appareil dominé par les communistes, l'emporte cependant et devient responsable de sa section ; muté à Nantes, il devient rapidement secrétaire de sa section.

### Quatrième République

#### La CGT-FO
Alexandre Hébert est un des initiateurs des Comités d'action syndicaliste des chemins de fer, qui quittent la CGT, en 1947, après les grèves impulsées par le Parti communiste. Il devient secrétaire de l'union départementale CGT-Force ouvrière à sa création en 1948. Par ailleurs, il adhère au groupe anarchiste Francisco-Ferrer, mais la composition et l'activité de ce groupe l'amènent à en fonder un autre, le groupe Fernand-Pelloutier, dont, dit-il lui-même, le nom est tout un programme, du moins le sien.
Dès le 2e congrès confédéral de la CGT-Force ouvrière, en octobre 1950, il alerte ses camarades syndicalistes sur les dangers de la constitution d'un appareil politique européen, à propos duquel il lui semblait que nombre d'entre eux se fourvoyaient ou se fourvoieraient à terme.
Dans les années 1950, il rencontre Pierre Boussel, dit Pierre Lambert,, avec lequel il se lie d'amitié. C'est à cette époque qu'est alors constitué le Comité de liaison et d'action pour la démocratie ouvrière (CLADO), regroupement de militants anarchistes, syndicalistes-révolutionnaires, trotskystes, socialistes… dans l'esprit des organisations de la Première Internationale.
Sa préoccupation de voir les anarchistes participer à l'action syndicaliste se manifeste dès la reconstitution de la Fédération anarchiste. Son inquiétude de voir la FEN autonome se transformer en syndicat intégré à l'appareil d'État se manifeste dès cette époque.

#### Les grèves de 1953 et de 1955
Pendant les grèves d'août 1953, contre le recul de l'âge de départ en retraites des fonctionnaires, il défend l'existence et la légitimité des comités de grève, véritable organisation démocratique des travailleurs, contre la CGT et la CFTC qui entendent placer la grève sous la coupe de l'intersyndicale. Celle-ci est un succès ; mais c'est la dernière fois avant longtemps que des comités de grève gèrent le mouvement : échaudées, les « bureaucraties syndicales » reprennent rapidement leurs droits. Son rôle dans cette grève lui vaut d'ailleurs des tentatives de déstabilisation, que ce soit en interne (candidature de Paul Malnoë, secrétaire de l'Union locale de Saint-Nazaire) ou en externe avec l'hostilité ouverte des CGT et CFTC. Il joue encore un rôle important dans les grèves de 1955 en Loire-Atlantique, bien que les comités de grève élus ont disparu.

#### Alexandre Hébert et la question algérienne
Durant les années 1950, il rencontre régulièrement Ahmed Mesli dit Messali Hadj, militant nationaliste, fondateur du Mouvement national algérien, alors en résidence surveillée à Niort (Deux-Sèvres), accompagné, par exemple, d'Yves Dechezelles et de Pierre Lambert. Avec Robert Bothereau, à l'époque secrétaire général de la CGT-FO, et André Bergeron, futur secrétaire confédéral, il engage la CGT-Force Ouvrière dans le soutien à l'indépendance de l'Algérie (congrès d'Amiens en 1956), et le soutien aux militants syndicalistes algériens, alors que d'autres courants du mouvement ouvrier soutiennent le FLN. Il rendra visite à son vieil ami Messali jusqu'à son décès en 1974, dans une clinique de la MGEN, dans l'Oise. 

### Cinquième République
Vers 1957-1958, Hébert publie un article intitulé « Du mythe fasciste de l'unité » dans La Commune, journal du CLADO.

#### Alexandre Hébert et le régime gaulliste
Dès 1958, Hébert considère que les institutions de la cinquième république représentent un danger pour les travailleurs et l'existence des organisations ouvrières libres : il y voit l'instauration d'un régime prônant l'intégration politique, sociale et économique de la classe ouvrière — à but de domestication. Intégration politique par la mise en place d'institutions de type corporatiste néo-fasciste (sénat économique) ; intégration sociale des syndicats ouvriers aux objectifs économiques de l'État ; intégration économique par la mise en place de l'intéressement aux fruits de l'entreprise et la reconnaissance de la section syndicale d'entreprise, à terme unique. Durant la première décennie de la Ve République, il ne cesse de défendre au sein de la CGT-FO le mot d'ordre de l'indépendance syndicale par rapport aux partis politiques et de dénoncer toute participation aux commissions de toutes sortes auxquelles les syndicats devaient s'intégrer. 
En Mai 68, il ne voit dans les événements du Quartier latin ni la recherche d'une contestation de l'ordre social, ni la volonté de mettre en cause l'ordre politique gaulliste. En ce qui concerne les grèves ouvrières, il estime que la mainmise du Parti communiste français sur les comités intersyndicaux freine toute perspective d'obtenir satisfaction sur certaines revendications. Il est accusé par les trotskystes Yvon Rocton et Robert Gaboriau de ne pas voir la portée révolutionnaire des événements en cours de reflux ; ceux-ci, responsables de l'Union locale FO de Nantes, tentent même de le priver du mandat de représentant de l'Union départementale lors du dernier meeting nantais du mouvement. Par ailleurs, Paul Malnoé, le secrétaire de l'Union locale de Saint-Nazaire, envisage une nouvelle fois de l'évincer de son poste de secrétaire général de l'Union départementale.
En 1969, lors du référendum sur la régionalisation, Hébert milite au sein de la CGT-FO pour le double « non » : « non » au texte constitutionnel, « non » à la participation aux instances si elles étaient tout de même créées. Au Xe congrès confédéral, qui commence le 18 mars, Hébert, Bothereau, ancien secrétaire général, tout comme Bergeron combattent le projet gaulliste, qui, selon eux, ferait évoluer les institutions de la Ve République non seulement vers le corporatisme, mais aussi vers le régionalisme. Le congrès se range à leurs vues et appelle les militants à voter « non ». C'est effectivement celui-ci qui l'emporte le 27 avril, avec 53,17 %, entraînant la démission de De Gaulle.

#### L'Union des anarcho-syndicalistes (UAS)
En 1962, Alexandre Hébert, Serge Mahé et Joachim Salamero sont à l’initiative d’une Union des anarcho-syndicalistes à laquelle participent plusieurs militants de la Fédération anarchiste ; Salamero est le responsable de son Bulletin interne. 
En 1966, l'UAS signe une déclaration commune avec la commission syndicale de la Fédération anarchiste,. Ce rapprochement ne survivra pas à mai 1968, et aux idées introduites par la CFDT autour du slogan de l'autogestion.

#### Les grèves de Mai 68
En mai 1967, l'Association générale des étudiants de Nantes (AGEN UNEF) renouvelle son bureau, qui est conjointement emporté par de jeunes libertaires proche des situationnistes et des militants anarcho-syndicalistes proches de l'Union des anarcho-syndicalistes, qu'anime Alexandre Hébert. Leader régional de FO, Hébert milite associé au courant trotskiste de Lambert, incarné en 1967 par l'Organisation comnuniste internationaliste. L'élection des anarcho-syndicalistes au bureau de l'AGEN-UNEF mais aussi de la MNEF est permise par celle des lambertistes, comme à Strasbourg, où l'OCI avait déjà épaulé discrètement les situationnistes. Parmi les nouveaux élus, on remarque surtout Cossic, Breteau, Boussard et Yvon Chotard (étudiant), qui devient président de l'AGEN-UNEF à Nantes et connait bien les situationnistes strasbourgeois, rencontrés à Paris lors de l'assemblée générale de l'UNEF du 14 janvier 1967. Le nouveau bureau nantais de l'UNEF, élu ensuite en mai, marche sur les brisées de Strasbourg : parmi ses premières mesures, la fermeture du Bureau d'aide psychologique universitaire (BAPU), qu'exigeaient les situationnistes strasbourgeois.
Juvénal Quillet, un étudiant libertaire, est à son tour élu en décembre 1967 à la tête du bureau des résidents des Cités universitaires de Nantes et se joindra également au mouvement de Mai 68. Les occupations de résidences qui se multiplient à Nantes se soldent par l’interpellation de Juvénal Quillet par la police le 19 décembre 1967 et, deux jours plus tard, par l’intervention directe des forces de l’ordre lors d’une assemblée générale des résidents. Dès le retour des vacances du nouvel an, le climat de contestation est entretenu par Chotard et les membres de l'UNEF de Nantes. Le mouvement des occupations se poursuit, alors que les résidences sont à nouveau prises d’assaut le 23 janvier, et que le lendemain c’est au tour du restaurant universitaire de Nantes d’être occupé.  
Alexandre Hébert accepte le contact avec des jeunes comme Yvon Chotard, président de l'AGEN - UNEF, sans qui l'occupation de  Sud-Aviation, dans le prolongement direct des affrontements du 10 mai à Paris et ensuite à Nantes, n'aurait pas eu lieu. Les étudiants nantais, avec notamment Juvénal Quillet, sont en effet venus à Saint-Nazaire expliquer aux lycéens les enjeux du mouvement, obtenant leur mobilisation.

#### La fusion entre l’UAS et l’ASRAS
En 1970, sous la pression de jeunes recrues issues de Mai 1968, a lieu une fusion entre l’UAS et l’Alliance syndicaliste révolutionnaire et anarcho-syndicaliste (ASRAS), constituée par des libertaires adhérents à différents syndicats réformistes. Mais le groupe Fernand-Pelloutier de Nantes quitte l'ASRAS en 1972, Joaquim Salamero en 1973, Marc Prévôtel en 1974. À la même époque, Hébert intervient encore une fois dans un débat sur « le syndicalisme dans la société », pour alerter sur le danger corporatiste que font planer sur la société les options micro- et macro-sociologiques issues de l'encyclique papale Rerum novarum, quelle que soit la forme qu'elles revêtent.
Fidèle en amitié et quelles que soient les différences d'affinité, Hébert témoigne au procès intenté par l'État, au nom des anti-avortement, contre Aristide Lapeyre, en 1973, devant la cour d'assises de Bordeaux, en compagnie de Federica Montseny, militante de la CNT-FAI et ex-ministre de la santé de la République espagnole pendant la guerre civile, G. Fumé secrétaire du SNI de Gironde, Joaquim Salamero secrétaire de l'École rationaliste Francisco-Ferrer.
En 1975, l’UAS d'Hébert renaît de ses cendres. On retrouve parmi ses membres actifs Serge Mahé, Joaquim Salamero, Marc Prévôtel, etc..
En 1977, Hébert participe avec les militants « lutte de classe » de la CGT-Force Ouvrière à la rédaction d'un projet de résolution générale (« Pour un syndicalisme lutte de classe »), qui recueille 6,9 % des voix.
Au congrès de la Libre-pensée en 1978, il se bat pour maintenir les fondements philosophiques de l'organisation, contre les partisans d'une conception plus « relâchée » de la laïcité,.

#### Alexandre Hébert et François Mitterrand
Peu avant l'élection présidentielle de mai 1981, dans un éditorial de L'Ouest syndicaliste, Hébert qualifie François Mitterrand de « pétainiste ». Il n'ignore en effet rien de son passé et le perçoit avant tout comme un ambitieux. Il vote cependant pour lui au second tour (il le regrettera publiquement plus tard) dans l'espoir qu'il remette en cause les institutions de la Cinquième République. Il a d'ailleurs eu à cet égard l'engagement de certains anciens SFIO, tel Pierre Mauroy, de faire voter des lois en faveur de la classe ouvrière.
Dès janvier 1980, il est, avec Serge Mahé et d'autres militants laïques, à l'initiative de « L'appel aux laïcs » et du Comité national pour la signature de l'appel aux laïcs. Une adresse est envoyée aux candidats à la présidence de la République ; elle reçoit une réponse édifiante du candidat François Mitterrand,, qui n'a été publiée que par L'Anarcho-syndicaliste (les trotskystes appelant à voter pour François Mitterrand dès le premier tour).
Le 31 janvier 1982 se tient, à l'appel du Comité national pour la signature de l'appel aux laïcs, un meeting porte de Pantin rassemble environ 10 000 personnes, reçoit un accueil chaleureux de la CGT-Force Ouvrière et de la Libre Pensée ; c'est le prélude à l'adhésion à la CGT-FO d'instituteurs et de professeurs — Bernard Bolzer est alors secrétaire départemental du Syndicat national des instituteurs en Loire-Atlantique—  et c'est aussi le prélude à la constitution, en 1983, de la Fédération des cercles de défense laïque, présidée par Jean-Pierre Barrois, afin de démystifier le Comité national d'action laïque, jugé insuffisamment combatif.
Après les premiers mois de pouvoir socialiste, marqués par les nationalisations, la retraite à 60 ans, etc., une inflexion politique a lieu avec le « tournant de la rigueur ». Les années 1982-1983 sont marquées par l'adoption des lois Auroux qui, selon le point de vue d'Alexandre Hébert, remettent en cause la loi de 1950 sur les conventions collectives et la liberté de négociation. Il s'ensuit une bataille entre les partisans d'un syndicalisme fort, dont Hébert, et les tenants d'un syndicalisme intégré, notamment Edmond Maire, qui vont tenter par un procès en diffamation de le faire plier pour l'obliger à se ranger dans l'ordre « cléricalo-corporatiste ».

#### Les années 1990
En 1992, son fils Patrick, membre du courant trotskyste-lambertiste (OCI, PCI, PT, POI), prend sa suite et son poste de secrétaire général de l'Union départementale. 

##### L’Union européenne
Toujours en 1992, Hébert appelle, comme de nombreux militants ouvriers, à voter « non » au référendum sur le traité de Maastricht, considérant que l'Union européenne modifie fondamentalement l'ordre social au bénéfice d'une seule classe, la bourgeoisie — et ce malgré des désaccords, au sein de la CGT-FO, avec les partisans d'une institution supra-nationale. 
Par la suite, en 2002, l'Union des anarcho-syndicalistes signe une déclaration à propos des révisions constitutionnelles faisant suite aux différents traités européens. En 2005, Hébert se retrouve aux côtés des militants ouvriers de différents courants pour la victoire du « non » au référendum sur le Traité constitutionnel européen du 29 mai.

##### Organisations ouvrières
En 1991, Hébert participe à la Conférence mondiale organisée essentiellement par l'Internationale trotskyste-lambertiste ; une déclaration des anarcho-syndicalistes espagnols, russes et français présents est publiée. 
En 1996, l'Union des anarcho-syndicalistes adhère à l'Entente internationale des travailleurs. 
En 2009, dans une réponse à un lecteur de l'Anarcho-syndicaliste, Hébert indique que le fonctionnement de l'Entente internationale des travailleurs est sous le contrôle des militants du Courant communiste internationaliste, dont, dit-il, « la tolérance n'est pas la principale qualité » ; il considère cependant que « ce "rassemblement" présente de l'intérêt».

##### Hommages
En 2010, à l'annonce de sa mort, de nombreux témoignages, dont ceux de Serge Mahé, Christophe Bitaud, Marc Prévôtel, Joaquim Salamero, Marc Blondel ou Christian Eyschen, montrent l'attachement que lui portent de nombreux militants.

## Rôle dans l'histoire de l'anarcho-syndicalisme
Alexandre Hébert joue un rôle dans l'adhésion de militants anarchistes à la Confédération générale du travail - Force ouvrière (CGT-FO). Il devient secrétaire de l'union départementale (UD) de la Loire-Atlantique dès sa création, tout comme Raymond Patoux secrétaire de l'UD CGT, puis CGT-FO du Maine-et-Loire. Il en est de même de son action pour l'adhésion à la CGT-FO de militants de la FEN autonome en 1982, 1983 et 1984.
Son activité de militant syndicaliste s'est située en permanence dans le cadre fixé par Fernand Pelloutier dans la Lettre aux anarchistes en 1899. Il a toujours combattu les adeptes d'un syndicalisme inféodé aux partis politiques, mais aussi les tenants du syndicalisme chrétien, du syndicalisme autonome et des organisations spécifiquement anarchosyndicalistes (CNT, CNT-AIT) ; cela lui a attiré pas mal d'inimitiés[réf. nécessaire]. Combattant pour l'émancipation des travailleurs en toutes circonstances, il n'a pas hésité à se séparer de certains compagnons anarchistes qui ont un autre chemin, notamment celui de l'adhésion à ce qu'il considérait comme des avatars du syndicalisme chrétien (CFDT, SUD, etc.).[réf. souhaitée]
Au contraire, en tant que militant anarchiste, il a été de ceux qui ont reconstruit le mouvement libertaire après la Seconde Guerre mondiale, à travers la Fédération anarchiste : en 1954, au sein de la Fédération anarchiste, il fait partie des opposants à Georges Fontenis, qui y avait introduit des éléments bolchevisants[réf. nécessaire] ; en 1961, il contribue avec ses compagnons du groupe Fernand-Pelloutier à la publication de L'Anarcho-syndicaliste, prélude à la constitution de l'Union des anarcho-syndicalistes (UAS). À tout moment, il s'est efforcé de réunir les militants ouvriers soucieux de préserver l'indépendance des syndicats ; ami de Pierre Lambert, il a certainement beaucoup contribué à l'abandon par les membres de l'OCI-PCI de la thèse d'origine marxiste de la nécessité de subordonner les syndicats au parti révolutionnaire.
Libre-penseur et rationaliste, Hébert a été à l'initiative de l'« Appel aux laïques » au début du premier septennat de François Mitterrand, alors que la politique scolaire s'orientait vers un compromis avec les tenants de l'enseignement privé.
- Publications de l'Union des anarcho-syndicalistes : voir Bibliographie

## Controverses

### À propos des élections municipales à Nantes
En 1965, après 18 années où la mairie de Nantes a été tenue par Henry Orrion, la tête de la liste de droite est André Morice, ex-radical exclu en 1956 en raison de son attachement à l'Algérie française, alors leader du Centre républicain, allié à André Jozan du CNI. Alexandre s'implique dans une opération que lui commande son hostilité au gaullisme et au stalinisme : associer ses amis de la SFIO, notamment André Routier-Preuvost, secrétaire de la fédération de la Loire-Atlantique et Alain Chénard à ces hommes de droite. Cette opération est facilitée par le fait que la SFIO est alors dirigée par Guy Mollet, dont la politique algérienne a été proche de celle des partisans de l'Algérie française. André Morice est facilement élu maire de Nantes. Les responsables du Parti communiste engagent alors une campagne contre Alexandre Hébert.
En 1977, après deux mandats d'André Morice, la situation est différente : le PS dirigé par François Mitterrand est allié au PCF ; les élus municipaux de Nantes ont été exclus du PS en 1975 pour avoir refusé de passer dans l'opposition, à l'exception d'Alain Chénard. André Routier-Preuvost a adhéré au Parti social-démocrate et fait partie de la liste d'André Morice, mais contre toute attente, c'est la liste d'Union de la gauche dirigée par Alain Chénard qui l'emporte, par seulement 549 voix.
En 1983, la liste Chénard sortante est opposée à une liste de droite dirigée par le RPR Michel Chauty. Les premières dissensions entre socialistes sont apparues, des syndicalistes en veulent au PS de la politique de rigueur imposée en 1982-83. Les adversaires de centre-gauche d'Alain Chénard : André Routier-Preuvost, Christian Chauvel de la Fédération des socialistes démocrates, des membres du Parti communiste internationaliste, des « nouveaux socialistes » (adhérents post-SFIO) déçus et des syndicalistes proches de l'Union des anarcho-syndicalistes constituent la liste « Nantes d'abord », qui obtenant environ 4,5 % des voix, empêche la réélection d'Alain Chénard. La polémique contre Alexandre Hébert reprend.
Avant les élections de 1989, Jean-Marc Ayrault s'assure la neutralité d'Hébert, de façon assez paradoxale puisqu'il est issu de l'Action catholique et alors qu'Alain Chénard venait du syndicalisme FO. Il est élu au premier tour, malgré la présence d'une liste verte qui réalise 5 % des voix. Ainsi, une liste « anti-Ayrault de gauche » aurait seulement reporté son élection au second tour.

### À propos de Joël Bonnemaison et du Front national
Joël Bonnemaison, auteur d'une biographie d'Alexandre Hébert, a été longtemps attaché à son service à l'UD FO en tant que secrétaire particulier. Par la suite, il mène à Nantes une carrière dans les milieux de l'information, notamment à FR3, et de la politique. En 1988, il est présent lors d'une entrevue entre Jean-Marc Ayrault, candidat à la mairie, et André Jozan. Il est alors catalogué comme « anarchiste de droite ». 
En 1999, les relations entre Hébert et Bonnemaison reviennent au premier plan, en lien avec le Front national. En septembre, le journal du FN, Français d'abord, publie un entretien avec Hébert. Devant les protestations et interrogations qui se multiplient, celui-ci répond : « Je n'ai rien de commun avec l'extrême droite, mais je n'ai jamais été dupe de ce que la diabolisation du Front national avait pour principale utilité de permettre à la gauche de se faire élire. ». Ses amis lui reprochent non pas tant le contenu de l'article issu de l'entretien que l'utilité de l'accorder à ce type de journal.
En octobre, un article du Monde signale que Joël Bonnemaison, bras droit de Hébert à la tête de l'UD FO, a été un ami de Jean-Marie Le Pen et a été responsable départemental du Front national dans les années 1970, membre du comité central de ce parti en 1976. Lors de son premier mariage, ses témoins étaient d'ailleurs Hébert et Le Pen.

### Alexandre Hébert et le lambertisme
La qualification de « lambertiste » est parfois attribuée à des militants ouvriers qui ont côtoyé, dans leurs syndicats ou ailleurs, des membres du groupe trotskyste de Pierre Lambert, quelles que soient leurs opinions réelles. Elle a été notamment utilisée dans des écrits émanant de la CNT-AIT En 1986, Jean-Christophe Cambadélis, ancien membre de l'OCI passé au PS, accuse Hébert d'être, depuis les années 1950, un membre du bureau politique de l'OCI. En 2004, dans une interview accordée à Karim Landais, Hébert s’explique longuement sur ses relations avec Pierre Lambert, et comment il a été associé aux instances des organisations lambertistes, état de fait connu de beaucoup de militants anarchistes, trotskistes et autres.
Contrairement à son fils Patrick, qui est ouvertement membre de la direction de l'organisation lambertiste, Alexandre Hébert affirme être seulement un ami personnel de Pierre Boussel, alias Lambert. Cependant, des rumeurs courent sur une plus forte implication : ainsi un article de L'Express du 14 novembre 2002 qui rapporte un certain nombre de faits, et donne le pseudo d'Alexandre Hébert chez les trotskistes : « Ernest ».
On notera que les informations transmises à ce sujet par militants et anciens militants ne sont guère vérifiables, le cours des passions ne n'interrompant pas. Les informations journalistiques ne s'appuyant que sur de tels témoignages, elles peuvent difficilement être assimilées à des vérités historiques. Sur ce sujet, on se référera donc plutôt à la réflexion de Karim Landais, chercheur en histoire.

### Journaux dirigés par Alexandre Hébert
- L'Anarcho-syndicaliste, organe de l'Union des anarcho-syndicalistes (UAS)
- L'Ouest syndicaliste : informations syndicales de l'UD CGT-FO 44 (membre fondateur : Alexandre Hébert).

### Notices
- Dictionnaire des anarchistes, « Le Maitron » : notice biographique.